# Майдан Оборонний Вал
Майдан Оборонний Вал — майдан в Салтівському районі Харкова. Дотикається до проспекту Героїв Харкова з його північного боку, між будинками № 43 і 47. Майдан має форму не зовсім правильного прямокутника, з розмірами приблизно 360 х 160 м. Майдан відокремлений від проспекту Героїв Харкова будівлею ХНТУСГ (колишнє реальне училище).

## Історія площі

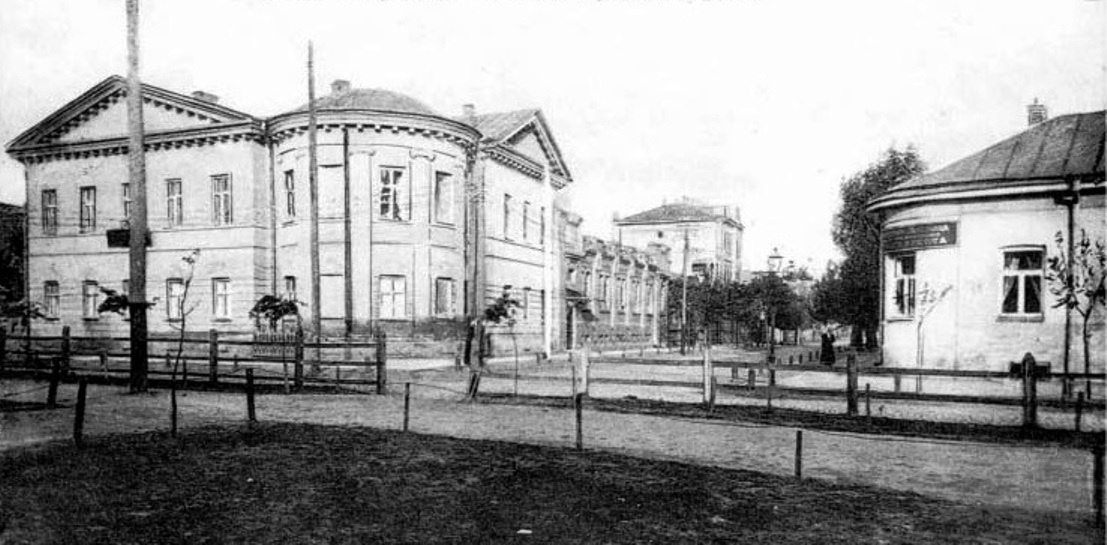
Лікарня Червоного Хреста

Вознесенська площа виникла на місці оборонних валів. На генеральному плані Харкова, складеному в 1785 році, територія сьогоднішнього майдану розташовується на околиці міста, далі починається підгородня Немишлянська слобода. Місце виявилося зручним для торговлі сіном, дровами й харчовими продуктами. Московська дорога поступово перетворилась на міську вулицю з назвою Старомосковська (нині проспект Героїв Харкова).
Для розбудови площі, домінантою якої з 1675 року була Вознесенська церква, значущими віхами були державні установи й громадські будівлі. На початку XIX століття побудована казначейська палата, поштова контора, в 1876 році — на місці дерев'яної Вознесенської церкви споруджено кам'яну, приблизно тоді ж з'явився житловий будинок для священика. 1877 року поблизу на Старомосковській вулиці побудоване 1-е реальне училище за проєктом К. А. Толкунова (сучасна адреса — пр. Героїв Харкова, 45). 1885 року майдан прикрасила велична споруда жіночої Олександрівської гімназії (не збереглася).
Наступна хвиля забудови належить до поч. XX століття — лікарня Червоного Хреста, будинок ліги боротьби з туберкульозом, будинок рабинату, модернова будівля Управління Північно-Донецької залізниці.
У 1950-х роках побудовані нові будівлі для Харківського інституту інженерів залізничного транспорту й Інституту сільського господарства.
29 квітня 2024 року майдан перейменувано на Оборонний Вал, бо до заснування площі він проходив тут.

## Вознесенська церква
Вперше на цьому місці була побудована Вознесенська церква у 1675 році. Це був дерев'яний храм. 1733 року його замінили новим, теж дерев'яним. Але ця церква згоріла в 1787 році. Сім років потому губернський архітектор П. А. Ярославський розробив проєкт нового дерев'яного храму з окремою дзвіницею. Тільки в 1869—1876 роках була побудована нова мурована Вознесенська церква за зразковим проєктом А. А. Тона, переробленим губернським архітектором Б. С. Покровським.
Після жовтневого перевороту 1917 року церкву закрили, а в 1931 році перебудували під спортбазу. В 1950-х роках залишки церкви передали під лабораторний корпус Університету сільського господарства.

## Будинки

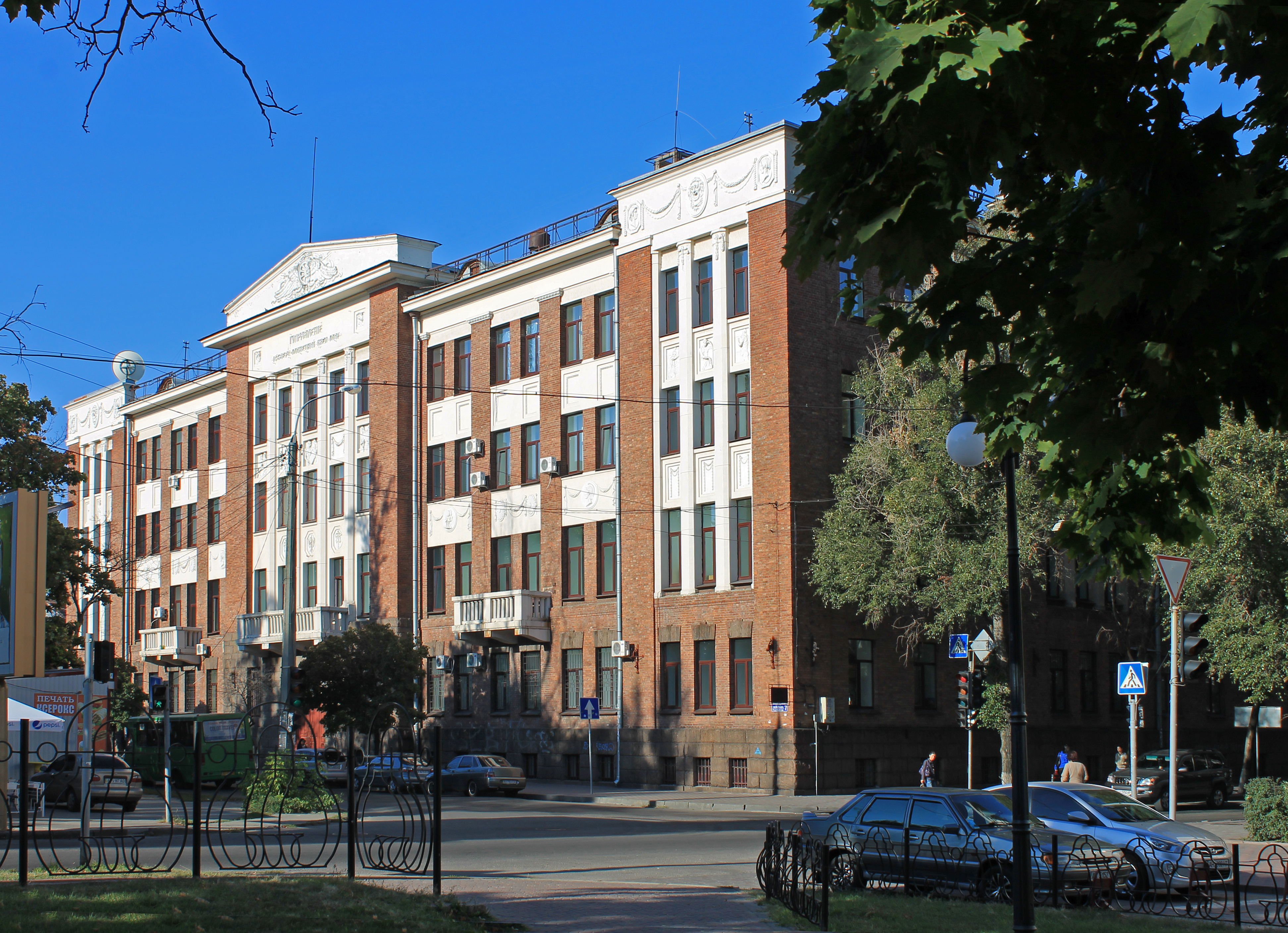
Буд. № 7. Колишня будівля Управління Північно-Донецької залізниці, 1913 рік. Наразі 2-ий корпус УкрДУЗТ.

.

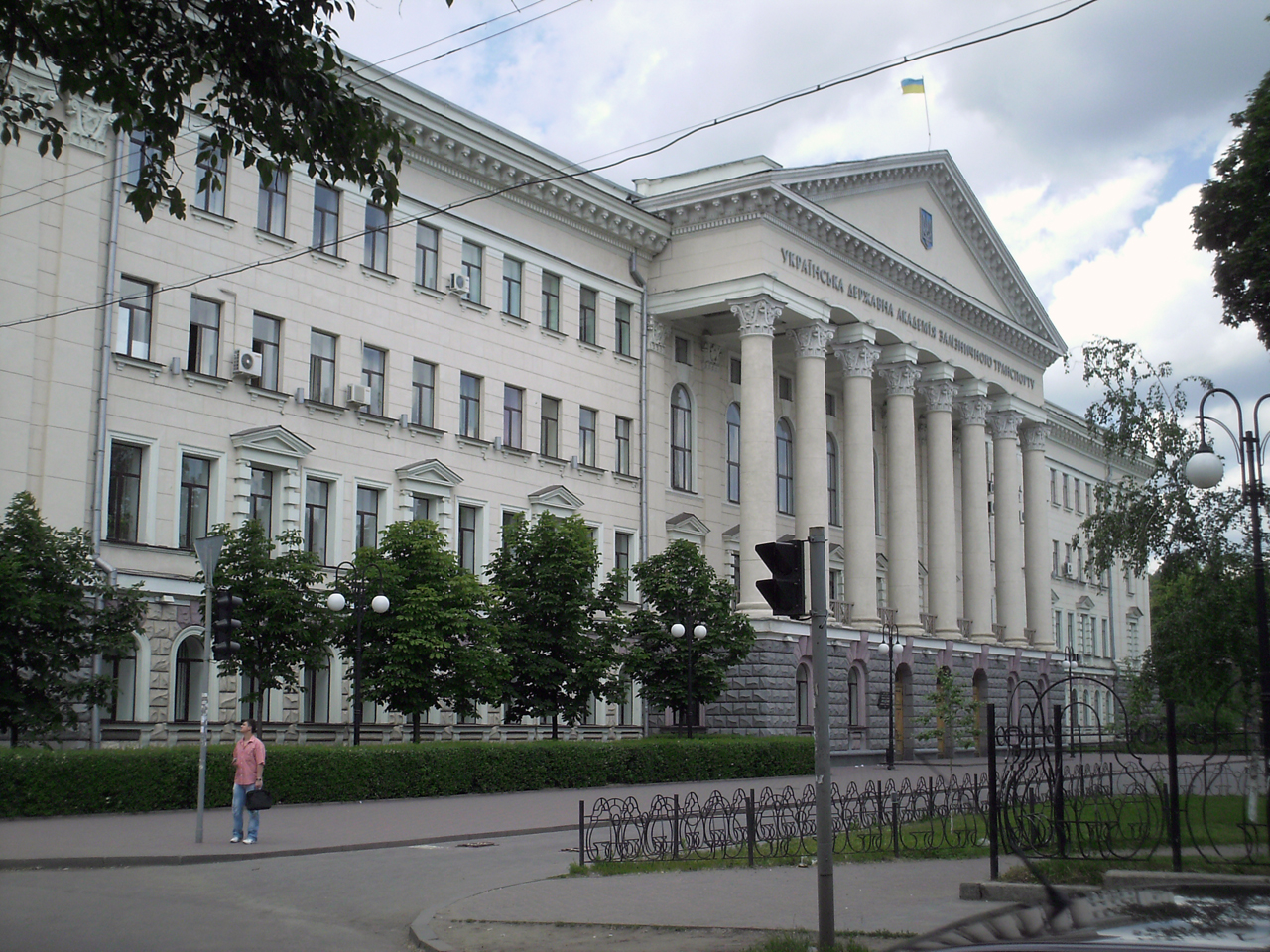
Буд. № 8. Новий корпус Інституту інженерів залізничного транспорту (ХііТ), 1955 рік.
Зараз — головний корпус УкрДУЗТу

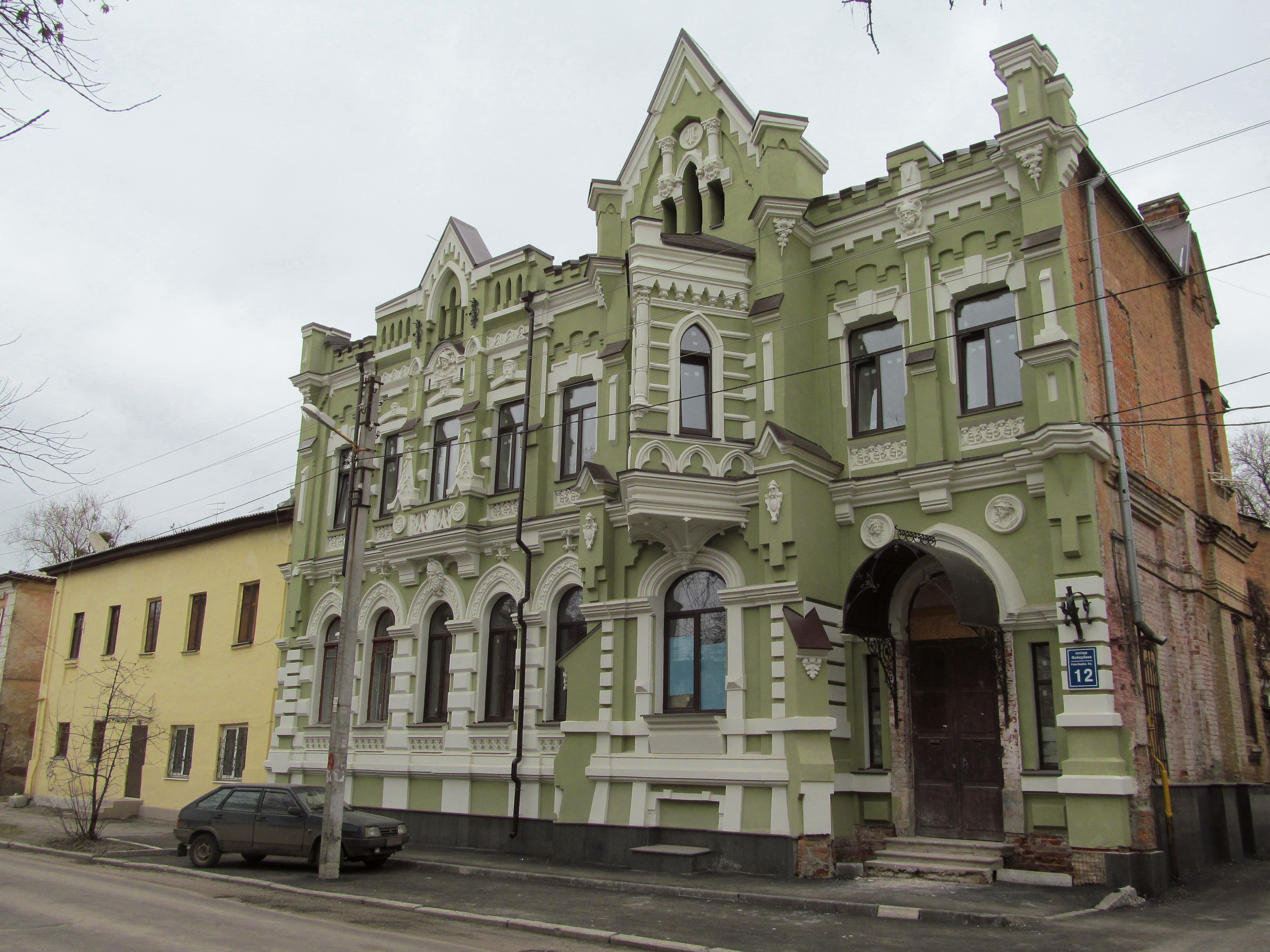
Буд. № 12. Будинок ліги боротьби з туберкульозом

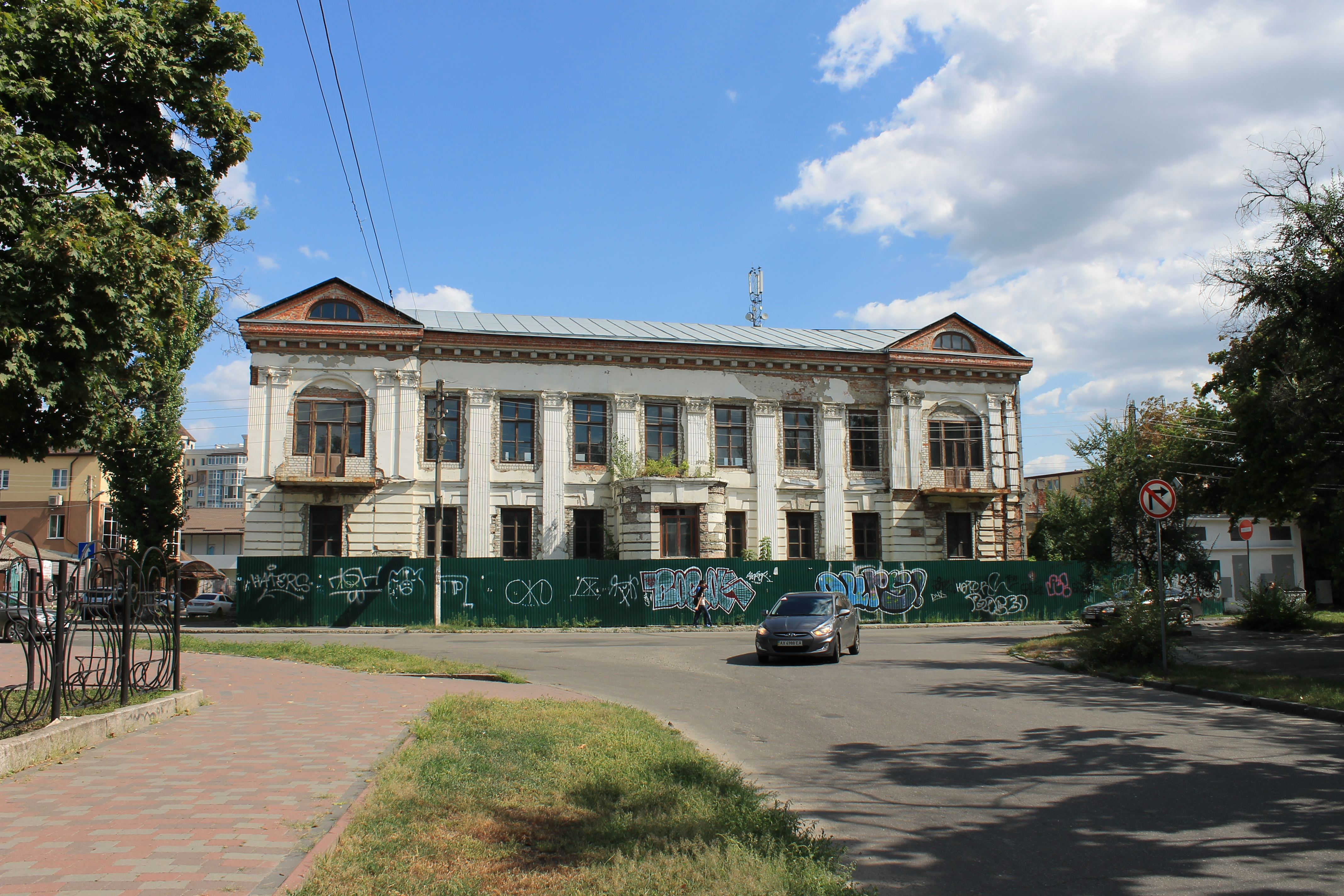
Буд. № 15. Колишня поштово-телеграфна контора

- Буд. № 4, 5 — Пам'ятка архітектури Харкова, Лікарня Червоного Хреста. Побудована за проєктом архітектора Олександра Ржепішевського у 1914 році. В цих будівлях і зараз розташована дорожня клінічна лікарня.
- Буд. № 7 — Пам'ятник архітектури Управління Північно-Донецької Залізниці, архітектори Сергій Тимошенко, П. І. Ширшов, П. В. Соколов, при консультації академіка архітектури Олексій Бекетова, 1913 рік. Будівля коштувала місту 500 тис. рублів, мала власну електростанцію й центральне водяне опалення. Нині це Український державний університет залізничного транспорту[4].
- Буд. № 8 — Пам'ятник архітектури Корпус Інституту інженерів залізничного транспорту, побудований у 1950—1955 роках за проєктом архітекторів Н. М. Подгорного і Е. Я. Гальперіна. Будівля зведена на фундаментах зруйнованого в роки війни будинку колишньої жіночої гімназії, автором якої був Болеслав Михаловський.
- Буд. № 9 — Дитячий садок № 84. Колишній губернаторський дім. Пізніше був перебудований під жіночу гімназію В. А. Шекун, потім — під дитячий садок.
- Буд. № 9а — Житловий будинок поч. XIX століття ймовірно був побудований для вчителів місцевої гімназії.
- Буд. № 9б — Житловий будинок поч. XIX століття, вирізняється серед інших тутешніх будинків цікавою архітектурою (ніби до основної будівлі притулилась башта з гострокутними вікнами). Часто студенти художніх шкіл пишуть з нього картини. Автор невідомий[5].
- Буд. № 10 — Пам'ятник архітектури початку XIX століття. Казначейство, архітектор Петро Ярославський.
- Буд. № 11 — Колишній житловий будинок священика П. П. Четверікова, 1875 рік, проєкт інженера Н. З. Колодяжного.
- Буд. № 12 — Пам'ятник архітектури початку XX століття. Будинок ліги боротьби з туберкульозом. Можливе співавторство архітекторів Сергія Загоскіна і Василя Кричевського[6].
- Буд. № 15 — Пам'ятник архітектури Міська поштова контора, 1834 рік, архітектор С. Шевцов. Це одна з найстаріших будівель у Харкові. Після розповсюдження телеграфного зв'язку використовувалась як телеграфна контора. Приблизно до 2010 року тут містилося відділення зв'язку № 49. Потім розпочався ремонт будинку, але його досі не завершено, і будинок не використовується[7].
- Буд. № 19 — один з перших прибуткових будинків Харкова, 1887 рік. Власник будинку і автор проєкту архітектор Борис Покровський[8].

## Пам'ятники

Пам'ятник на братській могилі

При Університеті залізничного транспорту існує братська могила, де поховані 12 радянських воїнів. У березні 1943 року вони загинули в боях за Харків. Могила є пам'яткою історії Харкова місцевого значення, охоронний № 143.
Раніше на площі стояв пам'ятник Сергію Кірову, оскільки його ім'я носив Інститут інженерів залізничного транспорту. У зв'язку з процесом декомунізації в Україні 18 травня 2015 року пам'ятник було повалено невідомими особами.
15 вересня 2021 р. на майдані відкрили пам'ятник класику азербайджансько-перської поезії, мислителю Нізамі Ґенджеві. Пам'ятник встановили на честь 880-тої річниці від дня народження поета за ініціативою Посольства Азербайджанської Республіки в Україні. Автор пам'ятника — скульптор Катіб Сафар-огли Мамедов.

## «Харківський Пасквіль»

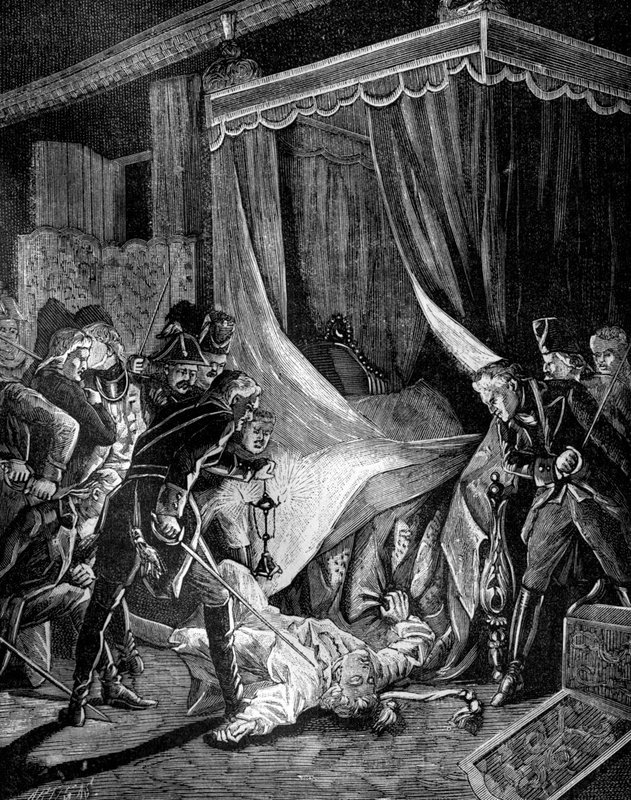
Вбивство російського царя Павла I, березень 1801 року. Гравюра Утвайта за рис. Филиппото

Екскурсоводи Харкова розповідають екскурсантам історію про так званий «Харківський Пасквіль».
1 липня 1800 року на стіні Вознесенської церкви з'явився пасквіль на російського імператора Павла I. Про цей випадок було донесено імператорові; всі, хто бачив пасквіль, були заарештовані й доправлені до Петербурга, де їх допитав особисто государ. Втім, знайти пасквілянта не спромоглись. Імператор наказав встановити на Вознесенській площі шибеницю для автора «твору». Якщо ж у призначений термін його не знайдуть, то кожного десятого харків'янина битимуть батогами, всіх мешканців Харкова вишлють до Сибіру, а місто зруйнують. На другий день після спорудження шибениці на ній з'явилось опудало імператора. Подальшому розвиткові подій завадило вбивство Павла I 24 березня 1801 року.
Реальна історія дещо відрізнялася від поширеної версії. Справжній перебіг подій встановив український історик Микола Горбань.
|  | За спогадами сучасника, уродженця Слобідсько-української губернії Цебрикова, «пасквіль» фактично був спрямований проти вищих харківських урядовців, які 1 травня перепилися і вчинили бійку. На аркуші паперу, прибитого до стіни церкви, намальовано було, як сваряться поміж собою п'яниці, а під цим віршований підпис, що закінчувався словами: «Нечего дивиться: каков поп таков и приход». |

|                  | Тодішній слобідсько-український губернатор Петро Сабуров вирішив, що слова про попа стосуються до особи самого царя, і негайно надіслав «пасквіль» цареві. Почалося слідство. |
| — Микола Горбань | |

За іншими свідченнями, на великому аркуші паперу також була накреслена шибениця, на котрій висів вензель Павла І. Під шибеницею був перелік осіб, які на шибеницю заслуговують — наближені до імператора особи, а за ними харківські урядовці. Для пошуку авторів не було достатніх відомостей, тому підозрюваними було оголошено людей, яких міська влада лише вважала підозрілими, деякі з них і раніше складали скарги. Цар Павло вимагав обов'язково розшукати винуватців, було звільнено з посад харківського губернатора Сабурова, віце-губернатора Шидловського та губернського прокурора Чайковського. Таким чином, історія з «пасквілем» мала для Харкова серйозні наслідки.
Харківське слідство було визнане недбалим, і цар наказав новоросійському губернаторові Ніколаєву вирушити до Харкова і вести справу «О пасквиле, найденном в Харькове, и о прикосновенных к оному». Допитували всіх, хто щось чув про «пасквіль», але ніхто не признався, що писав його. В результаті кількох підозрюваних, чия вина так і не була доведена, відправили до Сибіру, в Іркутську губернію. По смерті Павла I їх повернули до Харкова.
Не підтверджується історія про опудало Павла І, яке, нібито, повісили на шибениці. Так само не мав місця намір імператора зруйнувати весь Харків.